# Bànyols
Bànyols es un cultivar de higuera de tipo higo común Ficus carica, unífera con higos de epidermis de color de fondo verde amarillento con sobre color verde terroso. Se cultiva en la colección de higueras de Montserrat Pons i Boscana en Llucmajor, Islas Baleares.

## Sinonimia
- „De Bànyols“,[4][6][7]
- „Des Torrents de Bànyols“.

## Historia
Actualmente la cultiva en su colección de higueras baleares Montserrat Pons i Boscana, rescatada de un ejemplar o higuera madre localizada en el término de Alaró de un esqueje donado a la colección de higueras por Pau Tommás del predio "d'es Bonanza".
La variedad 'Bànyols' es una variedad nacida silvestre de manera espontánea en un torrente, probablemente resultado de una multiplicación sexual de otra higuera cultivar, en el predio "Bànyols" en el término de Alaró propiedad en 1910 de Ramón Fortuny, cuando al fructificar vio la bondad de su cosecha dio lugar a que la higuera se propagara por todo el término y alrededores: Se denominó de este modo por el nombre de la finca donde se ubicaba.

## Características
La higuera 'Bànyols' es una variedad unífera de tipo higo común. Árbol de vigorosidad elevada, con un buen desarrollo, copa redondeada e irregular muy apretada de hojas bastante espesas. Se desarrolla bien tanto en terrenos húmedos como en terrenos pobres. Sus hojas son de 3 lóbulos en su mayoría, y menos de 5 lóbulos. Sus hojas con dientes presentes márgenes dentados poco prominentes. 'Bànyols' tiene un desprendimiento medio-alto de higos, un rendimiento productivo mediano y periodo de cosecha medio. La yema apical cónica de color verde amarillento.
Los frutos de la higuera 'Bànyols' son higos de un tamaño de longitud x anchura:41 x 49 mm, con forma piriforme un poco ovoidal, poco uniformes en las dimensiones y asimétricos en la forma, que presentan unos frutos medios-grandes de unos 34,340 gramos en promedio, de epidermis con consistencia fuerte, grosor de la piel delgado y delicado, con color de fondo verde amarillento con sobre color verde terroso. Ostiolo de 2 a 3 mm con escamas pequeñas rojas. Pedúnculo de 5 a 8 mm corto cilíndrico verde claro. Grietas longitudinales numerosas marcadas. Costillas muy marcadas. Con un ºBrix (grado de azúcar) de 19 de sabor sabroso poco dulce, con color de la pulpa rojo intenso. Con cavidad interna grande, con aquenios  medianos. Los higos maduran durante un periodo de cosecha medio, de un inicio de maduración sobre el 8 de septiembre hasta 12 de octubre. Medianamente productivo y periodo de cosecha mediano.
Se usa como higos frescos en alimentación humana, como higos frescos y secos para alimentación de ganado porcino y bovino. Bastante resistentes a las condiciones climáticas adversas, al transporte y a la apertura del ostiolo.

## Cultivo
'Bànyols', se utiliza como higos frescos en humanos, y para la alimentación del ganado porcino y bovino. Se está tratando de recuperar de ejemplares cultivados en la colección de higueras baleares de Montserrat Pons i Boscana en Llucmajor.